# ジェボーン・ミンジー
ジェボーン・ミンジー（Jevaughn Minzie、1995年7月20日 ‐ ）は、ジャマイカの陸上競技選手。専門は短距離走。100mで10秒02、200mで20秒37の自己ベストを持つ。リオデジャネイロオリンピック男子4×100mリレーの金メダリストである（予選のみ出場）。レーサーズトラッククラブ所属。

## 経歴

### 2011年
4月に地元ジャマイカのモンテゴ・ベイで開催されたカリフタゲームズ (en) （U17）に出場すると、男子4×100mリレーと4×400mリレーでそれぞれ2走を務めて金メダル獲得に貢献。個人種目の100mは1位に0秒06及ばず、200mも0秒17及ばず共に銀メダルに終わったが、200mでは失態を演じてしまった。200m決勝の160m付近まで先頭を走っていたミンジーは、ウサイン・ボルトが2008年北京オリンピック100m決勝のゴール直前で見せたパフォーマンス（横を向き、両手を広げ、胸をたたきながらゴール）を真似るかのように、横を向いて両手を広げるパフォーマンスを行った。しかし、ボルトの時とは違いゴールまで距離があったことから後続のマシェル・セデニオに抜かれてしまい、急いで本気で走り直したものの追いつけなかった。この行動で批判を浴びたミンジーは4×400mリレー決勝を走ることを志願し（本来のメンバーだった400mハードルの選手が怪我をしたため）、金メダル獲得に貢献した。

### 2012年
4月のカリフタゲームズ（U20）に出場すると、2走を務めた男子4×100mリレーで銀メダル獲得に貢献した。100mも当初は10秒33（+5.7）で銀メダルを獲得したが、レース後に他の選手から不正スタートがあったと抗議の声が上がり、最終的に失格の判定が下ってメダルは剥奪された。
6月にジャマイカジュニア選手権（U18）に出場すると、男子100m決勝で今季U18世界2位の記録となる10秒28（+1.1）をマーク。これはTamunosiki AtorudiboとRynell Parsonが持つU18世界最高記録（当時10秒23）に迫る記録であり、Jazeel Murphy（10秒27）に次ぐU18ジャマイカ歴代2位（当時）の記録となった。
7月のバルセロナ世界ジュニア選手権（現・世界U20選手権）男子4×100mリレーに出場すると、3走を務めた決勝で38秒97のU20ジャマイカ記録を樹立。優勝したアメリカには0秒30及ばなかったものの銀メダル獲得に貢献した。

### 2014年
3月にチャンプス (en) （ジャマイカの高校選手権）に出場すると、クラス1（16-19歳の部）の男子100m決勝で10秒16（+1.3）をマーク。これはヨハン・ブレークが持つU20ジャマイカ記録（10秒11）に迫る歴代2位の好記録であり、同選手が持つ大会記録（10秒21）を上回るものだったが、10秒12をマークしたツァーネル・ヒューズに敗れ優勝を逃した。200mは準決勝でウサイン・ボルトの持つ大会記録（20秒25）に迫る20秒37をマーク。同選手の持つU20ジャマイカ記録に次ぐ歴代2位の記録で決勝に進出すると、決勝を20秒50（-0.2）で制して初優勝を成し遂げた（準決勝で20秒32をマークしていたツァーネル・ヒューズは怪我のため決勝を棄権）。
7月のユージーン世界ジュニア選手権は男子100mと200mと4×100mリレーの3種目に出場した。初出場となった2つの個人種目は、100mが今季U20世界ランキング4位（10秒16）、200mが今季U20世界ランキング3位（20秒37）ということもあり、メダル獲得が期待された。しかし、100mは着順で決勝に進出するには0秒02、タイムで拾われて進出するには0秒05及ばず、200mもタイムで拾われて決勝に進出するには0秒03及ばず、両種目ともあと一歩のところで決勝進出を逃した。アンカーを務めた4×100mリレー決勝ではアメリカ（38秒70）、日本（39秒02）に次ぐ3位（39秒12）でメダルこそ獲得したものの、2002年大会から続いていた2位以内の記録が途切れる結果となった。

### 2015年
6月にジャマイカ選手権の男子100mに出場すると、予選を自己ベスト（当時10秒16）に迫る10秒18（+0.2）で突破。しかし、準決勝は10秒75（-2.5）とタイムを落とし敗退した。シニア1年目のシーズンベストは100mが10秒18、200mが20秒72（+1.2）となり、自己ベストを更新することはできなかった。

### 2016年
6-7月にジャマイカ選手権の男子100mに出場すると、予選で自己ベストを0秒01更新する10秒15（-1.1）、準決勝では更にタイムを縮める10秒07（-0.9）をマークして初の決勝に進出した。決勝はウサイン・ボルトが怪我で棄権したため7人でのスタートとなったが、自己ベストの10秒07は7人の中で1番遅いタイムだった（自己ベスト9秒台は5人）。しかし、今大会3レース連続の自己ベストとなる10秒02（+0.7）をマークし、ヨハン・ブレーク（9秒95）とニッケル・アシュミード（9秒96）には敗れたものの、アサファ・パウエルとケマー・ベイリー＝コールに0秒01競り勝って3位に入った。この結果、リオデジャネイロオリンピックの100mと4×100mリレーのジャマイカ代表に選出された。
8月のリオデジャネイロオリンピックにはウサイン・ボルトが救済措置で男子100mと200mと4×100mリレーの代表に選出されたため、100mには出場できなかった。しかし、4×100mリレーでは出番がまわってくると、予選でジャマイカチーム（ミンジー、アサファ・パウエル、ニッケル・アシュミード、ケマー・ベイリー＝コール）の1走を務め、37秒94をマークしての決勝進出に貢献した（予選のみ出場）。

### 2017年
初出場となった4月の世界リレーでは男子4×100mリレー予選でジャマイカチームの3走を務めたが、2走のケマー・ベイリー＝コールとのバトン交換に失敗し途中棄権に終わった。
初の世界選手権ジャマイカ代表入りをかけて6月のジャマイカ選手権男子100mに臨んだが、準決勝で負傷し決勝に進出することができなかった。

## 自己ベスト
記録欄の（　）内の数字は風速（m/s）で、+は追い風を意味する。
| 種目 | 記録          | 年月日        | 場所         | 備考 |
| 屋外 | 屋外          | 屋外          | 屋外         | 屋外 |
| ---- | ------------- | ------------- | ------------ | ---- |
| 100m | 10秒02 (+0.7) | 2016年7月1日  | キングストン |      |
| 200m | 20秒37 (+0.6) | 2014年3月27日 | キングストン |      |

## 主要大会成績
備考欄の記録は当時のもの
| 年   | 大会                                           | 場所                   | 種目    | 結果         | 記録             | 備考              |
| ---- | ---------------------------------------------- | ---------------------- | ------- | ------------ | ---------------- | ----------------- |
| 2011 | カリフタゲームズ (en) (U17)                    | モンテゴ・ベイ         | 100m    | 2位          | 10秒81 (-0.4)    |                   |
| 2011 | カリフタゲームズ (en) (U17)                    | モンテゴ・ベイ         | 200m    | 2位          | 21秒60 (-0.3)    |                   |
| 2011 | カリフタゲームズ (en) (U17)                    | モンテゴ・ベイ         | 4x100mR | 優勝         | 40秒92 (2走)     |                   |
| 2011 | カリフタゲームズ (en) (U17)                    | モンテゴ・ベイ         | 4x400mR | 優勝         | 3分15秒19 (2走)  |                   |
| 2012 | カリフタゲームズ (en) (U20)                    | ハミルトン             | 100m    | 2位 決勝失格 | 10秒33 (+5.7) DQ | 不正スタート      |
| 2012 | カリフタゲームズ (en) (U20)                    | ハミルトン             | 200m    | 予選2組3着   | 21秒84 (-1.8)    |                   |
| 2012 | カリフタゲームズ (en) (U20)                    | ハミルトン             | 4x100mR | 2位          | 40秒72 (2走)     |                   |
| 2012 | 中央アメリカ・カリブ ジュニア選手権 (en) (U18) | サンサルバドル         | 100m    | 優勝         | 10秒46 (-0.6)    |                   |
| 2012 | 中央アメリカ・カリブ ジュニア選手権 (en) (U18) | サンサルバドル         | 200m    | 2位          | 21秒02 (-1.5)    |                   |
| 2012 | 中央アメリカ・カリブ ジュニア選手権 (en) (U18) | サンサルバドル         | 4x100mR | 優勝         | 40秒17 (4走)     | 大会記録          |
| 2012 | 世界ジュニア選手権 (U20)                       | バルセロナ             | 4x100mR | 2位          | 38秒97 (3走)     | U20ジャマイカ記録 |
| 2013 | カリフタゲームズ (en) (U20)                    | ナッソー               | 200m    | 2位          | 20秒64 (+3.4)    |                   |
| 2013 | カリフタゲームズ (en) (U20)                    | ナッソー               | 4x100mR | 優勝         | 39秒92 (1走)     |                   |
| 2013 | カリフタゲームズ (en) (U20)                    | ナッソー               | 4x400mR | 優勝         | 3分05秒68 (3走)  | 大会記録          |
| 2013 | パンアメリカン ジュニア選手権 (en) (U20)       | メデジン               | 100m    | 5位          | 10秒51 (+1.8)    |                   |
| 2013 | パンアメリカン ジュニア選手権 (en) (U20)       | メデジン               | 200m    | 6位          | 21秒11           |                   |
| 2013 | パンアメリカン ジュニア選手権 (en) (U20)       | メデジン               | 4x100mR | 2位          | 39秒68 (1走)     |                   |
| 2013 | パンアメリカン ジュニア選手権 (en) (U20)       | メデジン               | 4x400mR | 5位          | 3分10秒96 (2走)  |                   |
| 2014 | カリフタゲームズ (en) (U20)                    | フォール＝ド＝フランス | 100m    | 優勝         | 10秒18 (+1.7)    |                   |
| 2014 | カリフタゲームズ (en) (U20)                    | フォール＝ド＝フランス | 200m    | 2位          | 20秒56 (+1.3)    |                   |
| 2014 | カリフタゲームズ (en) (U20)                    | フォール＝ド＝フランス | 4x100mR | 優勝         | 39秒38 (4走)     | 大会記録          |
| 2014 | 世界ジュニア選手権 (U20)                       | ユージーン             | 100m    | 準決勝2組3着 | 10秒43 (-0.3)    |                   |
| 2014 | 世界ジュニア選手権 (U20)                       | ユージーン             | 200m    | 準決勝1組5着 | 20秒77 (+1.9)    |                   |
| 2014 | 世界ジュニア選手権 (U20)                       | ユージーン             | 4x100mR | 3位          | 39秒12 (4走)     |                   |
| 2016 | オリンピック                                   | リオデジャネイロ       | 4x100mR | 予選2組2着   | 37秒94 (1走)     | 決勝進出          |
| 2017 | 世界リレー (en)                                | ナッソー               | 4x100mR | 予選途中棄権 | DNF (3走)        |                   |